# 가르가넬리

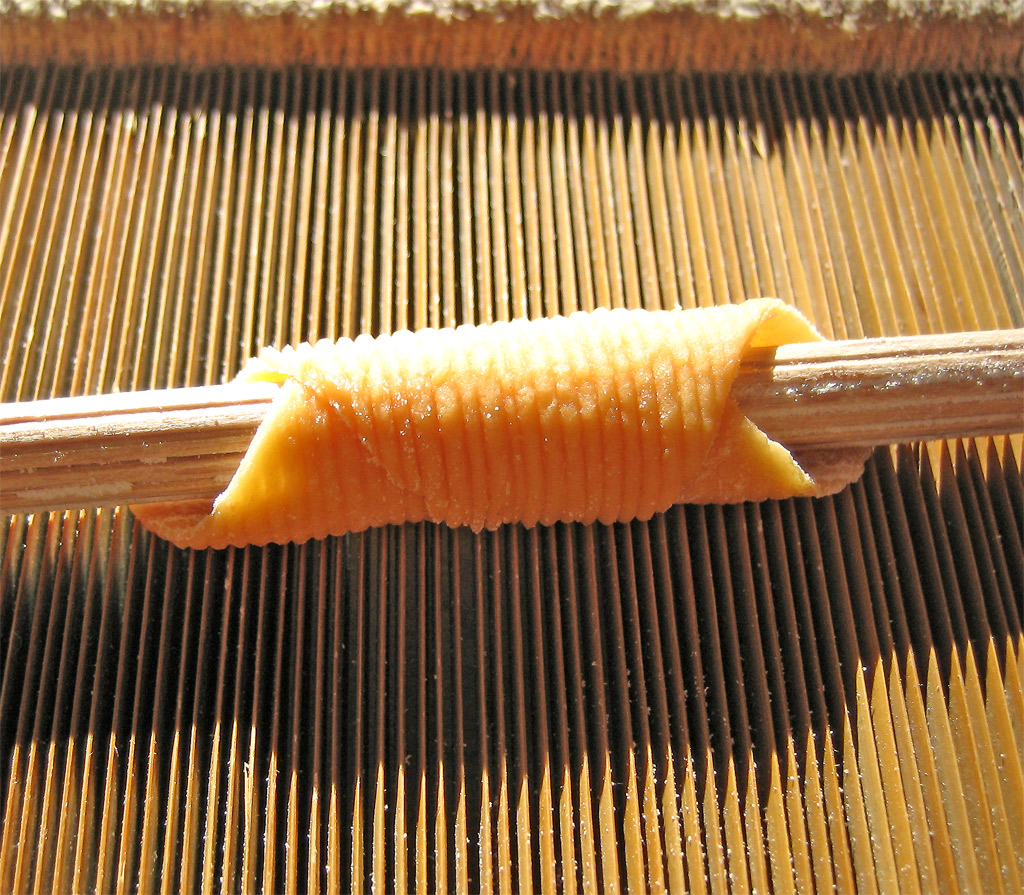
가르가넬리

가르가넬리(이탈리아어: garganelli, 단수: garganello 가르가넬로[*])는 이탈리아의 파스타이다. 달걀로 반죽하여 만드는 파스타의 일종으로 사각형으로 납작하게 반죽하여 파이프 모양으로 먹는 파스타이다. 부드러운 파스타면이 될 수도 있고 고르덴처럼 겉 표면이 울퉁불퉁해질 수도 있다.
가르가넬리가 펜네와 아주 흡사하지만 가르가넬리는 반죽에서 넓게 삐져나온 부분이 나머지 반죽에 붙어 있는 반면에 펜네는 완전한 실린더 형태이다.
가르가넬리는 오리고기를 넣은 라구와 함께 많이 먹으며 볼로냐 지방에서 많이 소비하는 파스타이다.

## 같이 보기
- 마케로니 알 페티네
- 푸지